# Eva Cherono
Eva Cherono (* 15. August 1996 in Kericho) ist eine kenianische Mittel- und Langstreckenläuferin.

## Sportliche Laufbahn
Erste internationale Erfahrungen sammelte Eva Cherono bei den Jugendafrikameisterschaften 2013 in Warri, bei denen sie im 800-Meter-Lauf in 2:13,47 min den fünften Platz belegte und über 1500 Meter in 4:28,47 min die Silbermedaille gewann. Zwei Jahre später wurde sie bei den Juniorenafrikameisterschaften in Addis Abeba in 4:29,43 min Vierte im 1500-Meter-Lauf. 2018 nahm sie im 5000-Meter-Lauf an den Commonwealth Games im australischen Gold Coast teil und klassierte sich in 15:36,10 min auf dem siebten Platz. Bei den Crosslauf-Weltmeisterschaften 2019 belegte die 22-Jährige im März in Aarhus den achten Rang und wurde Zweite in der Teamwertung.

## Persönliche Bestzeiten
- 800 Meter: 2:13,47 min, 29. März 2013 in Warri
- 1500 Meter: 4:15,2 min, 18. Februar 2015 in Nairobi
- 3000 Meter: 8:41,69 min, 5. Juni 2018 in Turku
- 5000 Meter: 14:40,25 min, 21. Juli 2019 in London
- 10-km-Straßenlauf: 31:17 min, 7. Oktober 2018 in Utrecht